# Björn Andersson (fotbollsspelare född 1982)
Björn Ingemar Andersson, född 13 februari 1982 i Fåglums församling i Skaraborgs län, är en före detta svensk fotbollsspelare som spelade större delar av karriären för Gais.

## Karriär
Andersson påbörjade fotbollskarriären i Fåglums IF, och har sedan dess spelat i Trollhättans FK, FC Trollhättan och Qviding FIF innan han kom till GAIS inför 2008 års säsong då han skrev på ett treårskontrakt med klubben. Från början spelade han endast som mittback i GAIS men under debutsäsongen så flyttades han upp i anfallet vilket är en position han spelat i sina tidigare klubbar. Men under sin sista säsong i GAIS placerades han åter som mittback. I januari 2011 sökte Andersson en ny utmaning och skrev på för den norska klubben Viking Stavanger FK.
Efter säsongen 2016 valde Andersson att avsluta sin fotbollskarriär.